# Igreja Síria Jacobita Cristã
A Igreja Cristã Síria Jacobita, também conhecida como Igreja Ortodoxa Síria Jacobita Malankara, é uma jurisdição ortodoxa oriental autônoma localizada no Estado Indiano de Querala, Índia.
Foi criada a partir dos Cristãos de São Tomé.
Surgiu em 1912 como uma dissidência da Igreja Sírio-Malancara Ortodoxa, e voltou a ser parte desta Igreja entre 1958 e 1975. Após 1975 passou então a ser definitivamente uma Igreja independente da Igreja Sírio-Malancara Ortodoxa e integrada na Igreja Ortodoxa Síria.
Reconhece o Patriarca Ortodoxo Siríaco de Antioquia e Todo o Oriente como Chefe Supremo da Igreja. Funciona como uma unidade amplamente autônoma dentro da Igreja Ortodoxa Síria, sob a autoridade do Católico Basílio Thomas I, desde desde 26 de julho de 2002.  Seu Primaz é o segundo cargo mais alto da hierarquia eclesiástica da Igreja Ortodoxa Síria, o Mafriano (o mais alto é o Patriarca), também conhecido como Católico da Índia.
Atualmente é a única Igreja Malankara que tem uma relação direta com os cristãos siríacos de Antioquia, que continua desde o cisma de 1665 e emprega a Liturgia Siríaca Ocidental de São Tiago.
A Sede da Igreja fica na Catedral de São Pedro e São Paulo em Puthencruz, no Distrito de Kochi, índia.

## História

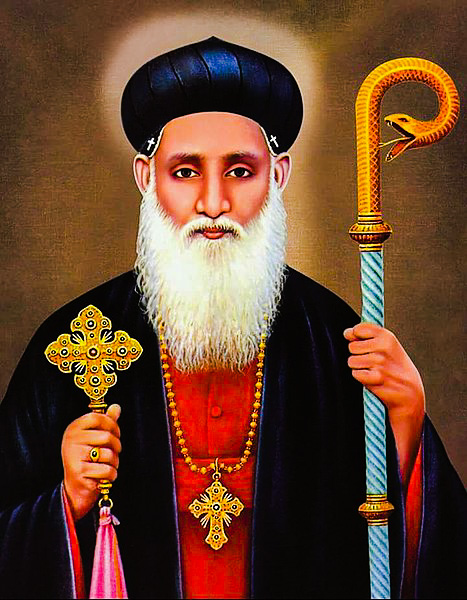
Gregorio Abdal Jaleel

Acredita-se que os Cristãos de São Tomé de Malabar estiveram em comunhão com a Igreja do Oriente de 295 d.C. a 1599. Eles receberam apoio episcopal de Bispos Siríacos, que viajaram para Querala em navios mercantes ao longo da rota das especiarias, enquanto os líderes locais dos Cristãos de São Tomé ocuparam o posto de Arquidiácono, que era um ofício hereditário mantido pela família Pakalomattam. No século XVI, as aberturas do padroado português para trazer os Cristãos de São Tomé para o Catolicismo de Rito Latino levaram à primeira de várias divisões na comunidade devido aos colonialistas portugueses, e ao estabelecimento da Igreja Siro-Malabar e as facções da Igreja Malankara. Desde então, outras divisões ocorreram, e os Cristãos de São Tomé agora estavam divididos em várias facções.

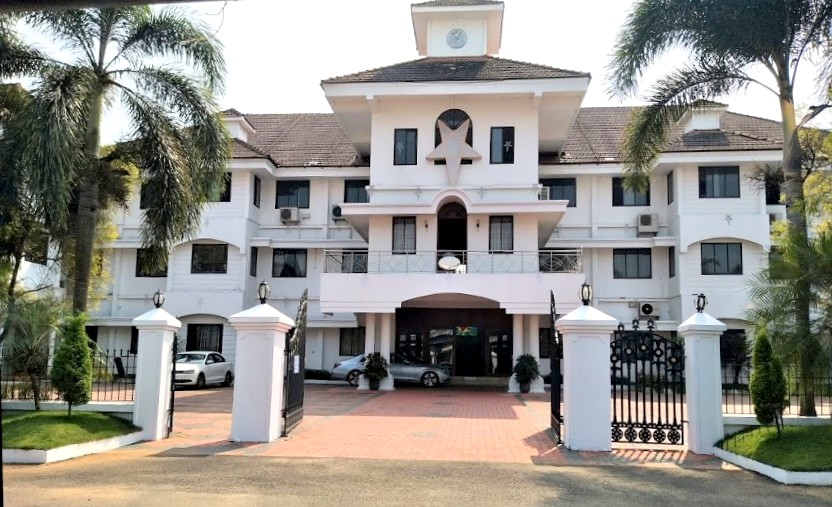
Sede da Igreja Cristã Jacobita Síria em Puthencruz.

Os Cristãos de São Tomé estavam administrativamente sob a liderança dinástica nativa única de um Arquidiácono (um chefe eclesiástico nativo com poderes espirituais e temporais, derivados do termo grego arkhidiākonos ) e estavam em comunhão com a Igreja do Oriente centrada na Pérsia, de pelo menos 496 (d.C.). A Igreja Indiana de Malabar (Malankara) seguiu a fé e as tradições transmitidas pelo apóstolo São Tomé. No século XVI, os jesuítas portugueses tentaram deliberadamente anexar os cristãos nativos à Igreja Católica Romana, e em 1599 conseguiram através do Sínodo de Diamper. O ressentimento contra essas medidas contundentes fez com que a maioria da comunidade sob o arquidiácono Thomas fizesse um juramento de nunca se submeter aos portugueses, conhecido como Juramento da Cruz Coonan, em 1653. A Igreja Malankara consolidada sob Thoma I acolheu Gregorio Abdal Jaleel, que regularizou o ordenação canônica de Thomas como Bispo.
Enquanto isso, a Companhia Holandesa das Índias Orientais derrotou os portugueses e conquistou a supremacia sobre o comércio de especiarias em Malabar em 1663. A Igreja Malankara aproveitou esta oportunidade para escapar da perseguição católica com a ajuda da empresa. A pedido da Igreja, os holandeses trouxeram Gregorio Abdal Jaleel de Jerusalém, um Bispo da Igreja Ortodoxa Siríaca, a bordo de seu navio comercial em 1665. Thoma I formou um relacionamento com a Igreja Ortodoxa Siríaca e gradualmente adotou a liturgia e as práticas siríacas ocidentais.
Como parte da comunhão ortodoxa siríaca, a Igreja usa a liturgia siríaca ocidental e faz parte do grupo de Igrejas ortodoxas orientais. Tem dioceses na maior parte da Índia, bem como nos Estados Unidos, Canadá, Reino Unido, Europa Ocidental, Golfo Pérsico, Austrália e Nova Zelândia. Em 2003, estimou-se que a Igreja tinha 1.000.000 (incluindo Knanaya) membros em todo o mundo.

## Perseguição
A Igreja Ortodoxa Síria foi perseguida pela Igreja Ortodoxa Malankara por causa de seu alinhamento ao Miafisismo desde o tempo de Baradaeus e Severo de Antioquia. A Igreja Ortodoxa Síria Jacobita perdeu muitas de suas Igrejas proeminentes para a Malankara após o veredicto da Suprema Corte da Índia, apesar de ter maioria absoluta nessas Igrejas. Após longas negociações nas Igrejas que foram dispensadas pela Malankara, a Igreja Jacobita Síria decidiu encerrar seu relacionamento sacramental com eles. Enquanto isso, a Igreja Ortodoxa Siríaca da Índia desenvolveu relacionamentos entre as Igrejas cristãs remanescentes, como a Igreja Síria Mar Thoma, a Igreja Católica Siro-Malankara e a Igreja Siro-Malabar e com outros líderes religiosos.
A Igreja sofreu várias divisões ao longo dos séculos desde 1665:
- Igreja Síria Malabar Independente: primeira divisão em 1772;
- Igreja Síria Mar Thoma: Segunda divisão em 1898;
- Igreja Ortodoxa Malankara: terceira divisão em 1914 e 1930;
- Igreja Católica Siro-Malankara: quarta divisão em 1930.

### Portaria do Cemitério
De acordo com a Ordem da Suprema Corte de 2017, a Igreja Síria contestou seus direitos de participar de missas e rituais sagrados e aceitou a ordenança proposta para cemitérios. A portaria dá o direito de todas as pessoas assistirem a rituais e leis aprovadas pela maioria dos votos com o apoio do ministro-chefe, ministros e outros membros da Assembleia.

## Relações Sacramentais

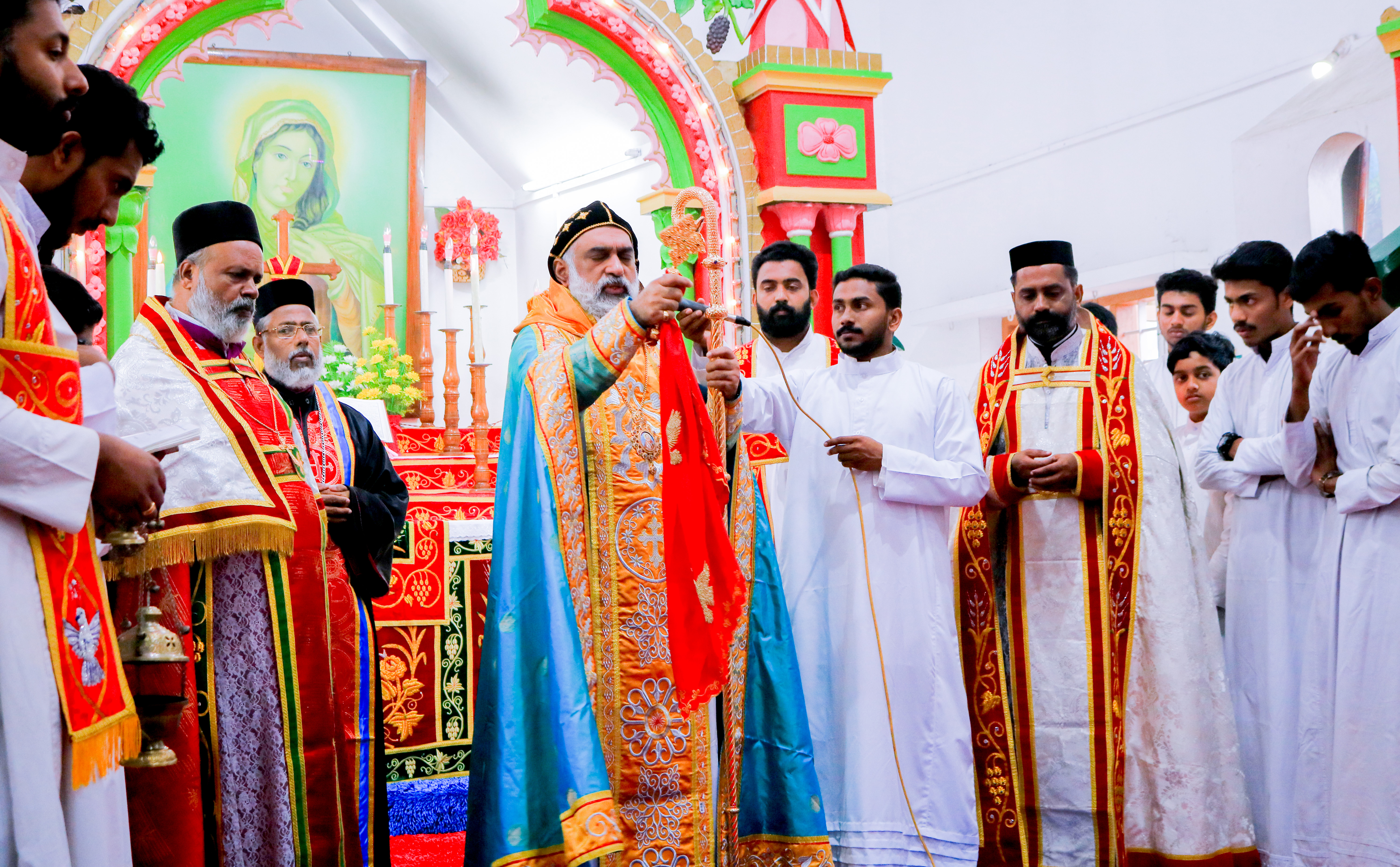
Coral contemporâneo da Igreja Síria Jacobita Cristã, em Meenangadi

### Igreja Católica Romana
De acordo com o Acordo do Papa João Paulo II e Inácio Zakka I, a Igreja Católica Romana e a Igreja Síria Ortodoxa têm uma relação entre os sacramentos da Penitência, Eucaristia e Unção dos Enfermos para uma grave necessidade espiritual.

### Igreja Síria Mar Thoma
A Igreja Síria Mar Thoma, também conhecida como Malankara Mar Thoma, ou Igreja Síria Reformada de Malabar e a Igreja Síria Jacobita, participam de reuniões de oração e cerimônias de casamento juntas. Eles continuam seus sínodos em reconhecimento da aceitação teológica e da Sagrada Comunhão de seu entendimento. O Santo Míron da Igreja Síria Mar Thoma foi dado por Inácio Elias II em 1842, que decidiu que a Igreja usaria apenas o título eclesiástico dos nomes Inácio e Baselios para homenagear a Igreja Ortodoxa Siríaca.

### Igreja Ortodoxa Malankara
A Igreja Ortodoxa Malankara é a Igreja independente excomungada da Igreja Ortodoxa Síria. Uma das facções surgiu em 1914 por causa de Dionísio de Vattasseril. Mais tarde, a Igreja Cristã Siríaca Jacobita consagrou o novo Metropolita Malankara Coorilos Paulose.

## Católico da Índia

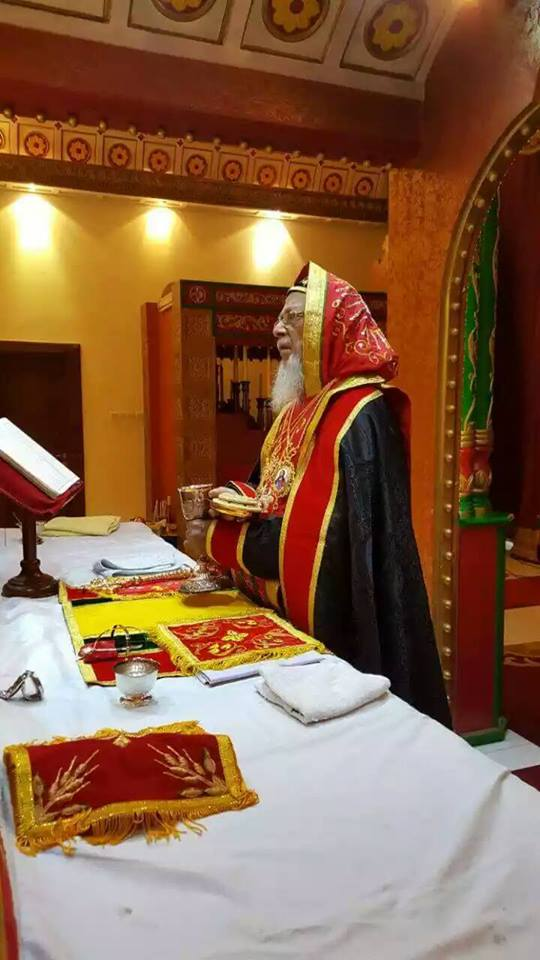
Basílio Tomé I, Católico da Índia, durante Hasha em St. George Jacobite Church Al-Ain, Abu Dhabi - Emirados Árabes Unidos.

No século V, os Bispos de Roma, Constantinopla, Alexandria e Antioquia ganharam o controle das Igrejas nas cidades vizinhas. Eles se tornaram os Chefes das igrejas regionais e eram conhecidos como Patriarcas. Fora do Império Romano, os Patriarcas eram conhecidos como Católicos. Após o cisma nestoriano no século VII, os cristãos ortodoxos siríacos que viviam na Pérsia começaram a usar o título para seu Mafriano, que originalmente era o chefe da comunidade cristã ortodoxa siríaca na Pérsia. Este cargo estava logo abaixo do Patriarca de Antioquia na hierarquia da Igreja Ortodoxa Siríaca, até ser abolido em 1860 e reintegrado em 1964.
O Católico da Índia ou Mafriano é um cargo eclesiástico da Igreja Ortodoxa Síria e o Chefe da Igreja Cristã Síria Jacobita. A jurisdição dos Católicos estava na Índia do Oriente, então o Católicos do Oriente da Igreja Ortodoxa Síria foi renomeado como Católico da Índia em 2002. O cargo permaneceu vago entre 1996 e 2002.